# Ire (álbum)
Ire es el quinto álbum de estudio de la banda australiana de metalcore Parkway Drive. Fue lanzado el 25 de septiembre de 2015 a través de Resist y Epitaph. La banda intentó cambiar su estilo establecido con Ire, y los revisores han notado la inclusión de nuevas influencias.

## Promoción y lanzamiento
Ire fue anunciado el 8 de junio de 2015, cuando se lanzó la primera canción del álbum, "Vice Grip", acompañada de un vídeo musical. El 24 de agosto, Parkway Drive lanzó una segunda canción, "Crushed", también acompañada de un video. El 14 de septiembre, la banda lanzó una tercera canción, "The Sound of Violence". El 20 de septiembre, el álbum se transmitió en línea en su totalidad.
A lo largo de 2015, la banda encabezó giras por Australia y Estados Unidos en apoyo del álbum. En mayo de 2016, apoyaron al grupo A Day to Remember en su gira Just Some Shows de los E.U. El 15 de julio, la banda lanzó una edición de lujo del álbum, con 2 nuevas canciones y una remezcla de la canción "A Deathless Song" con canciones como invitado de Jenna McDougall de Tonight Alive.

## Recepción
Ire un cambio con respecto al estilo establecido en los álbumes anteriores de la banda. En una entrevista con Music Feeds, el líder Winston McCall declaró: "... en el pasado ... [cuando] tomamos la influencia que teníamos y luego la pusimos en el contexto de lo que el Parkway Drive la fórmula fue, luego esa influencia se mezcló o se enterró o se perdió entre las otras cosas. Esta vez cuando surgió alguna influencia o idea poco ortodoxa, simplemente funcionamos con ella en su forma completa y tratamos de formar un concepto sobre eso, en lugar de tratar de aplástalo en la fórmula preexistente. Ese fue básicamente el enfoque conceptual para hacer este disco completo ... Cuando tocas el mismo estilo de riff, la misma batería, las mismas voces y las mismas interrupciones durante diez años, ¿qué sentido hay en las personas que escuchan su nuevo disco o incluso graban uno si suena exactamente igual que el último?"
Connor McKenzie de Rip It Up llama a Rage Against the Machine una influencia en la dirección del álbum, tanto musical como lírica, con el álbum centrado temáticamente en torno a la ira como una reacción adecuada al estado de la sociedad humana.
Brenton Harris de Music Feeds describió a "Destroyer" como la exhibición de "riffs de metal clásico armonizados de Jeff Ling y Luke Kilpatrick chocando contra un telón de fondo feroz", dijo que "la yuxtaposición caótica de" Morir para creer "de patrones rítmicos de death metal los versos y pit- call que incitan al coro de medio tiempo golpean como una bomba de napalm ...,Slipknot "y destacó la" nu metal pisar con tintes de 'escritos en la pared ...' que integra la palabra hablada voces, piano y clásica instrumentación".

## Lista de canciones
| N.º | Título                  | Duración |  |
| 1.  | «Destroyer»             | 4:47     |  |
| 2.  | «Dying to Believe»      | 3:12     |  |
| 3.  | «Vice Grip»             | 4:23     |  |
| 4.  | «Crushed»               | 4:36     |  |
| 5.  | «Fractures»             | 5:32     |  |
| 6.  | «Writings on the Wall»  | 4:23     |  |
| 7.  | «Bottom Feeder»         | 4:20     |  |
| 8.  | «The Sound of Violence» | 3:24     |  |
| 9.  | «Vicious»               | 4:20     |  |
| 10. | «Dedicated»             | 3:22     |  |
| 11. | «A Deathless Song»      | 5:54     |  |

Deluxe Edition
| Deluxe Edition |                                                                   |          |  |
| N.º            | Título                                                            | Duración |  |
| 12.            | «Devil's Calling»                                                 | 3:26     |  |
| 13.            | «Into the Dark»                                                   | 3:30     |  |
| 14.            | «A Deathless Song (Remix)» (con Jenna McDougall de Tonight Alive) | 4:00     |  |

## Posicionamiento en lista
| Lista (2015)                          | Posiciones |
| ------------------------------------- | ---------- |
| Australia (ARIA)                      | 1          |
| Austria (Ö3 Austria)                  | 11         |
| Bélgica (Ultratop Flandes)            | 16         |
| Bélgica (Ultratop Valonia)            | 45         |
| Países Bajos (Album Top 100)          | 75         |
| Francia (SNEP)                        | 166        |
| Alemania (Media Control Charts)       | 8          |
| Nueva Zelanda (Recorded Music NZ)     | 15         |
| Suecia (Sverigetopplistan)            | 60         |
| Suiza (Schweizer Hitparade)           | 12         |
| Reino Unido (UK Albums Chart)         | 23         |
| Estados Unidos (Billboard 200)        | 29         |
| Estados Unidos (Top Hard Rock Albums) | 1          |
| Estados Unidos (Top Rock Albums)      | 4          |

## Personal
Parkway Drive
- Winston McCall - voz principal
- Jeff Ling - guitarras
- Luke Kilpatrick - guitarras
- Jia O'Connor - bajo
- Ben Gordon - batería